# Tekoujiagu
Tekoujiagu är en socken i Kina. Den ligger i provinsen Sichuan, i den sydvästra delen av landet, omkring 320 kilometer söder om provinshuvudstaden Chengdu. Antalet invånare är 2 965. Befolkningen består av 1 442 kvinnor och 1 523 män. Barn under 15 år utgör 34 %, vuxna 15-64 år 59 %, och äldre över 65 år 6,0 %.
Genomsnittlig årsnederbörd är 1 080 millimeter. Den regnigaste månaden är juli, med i genomsnitt 250 mm nederbörd, och den torraste är december, med 5 mm nederbörd.